# District de Hoài Ân

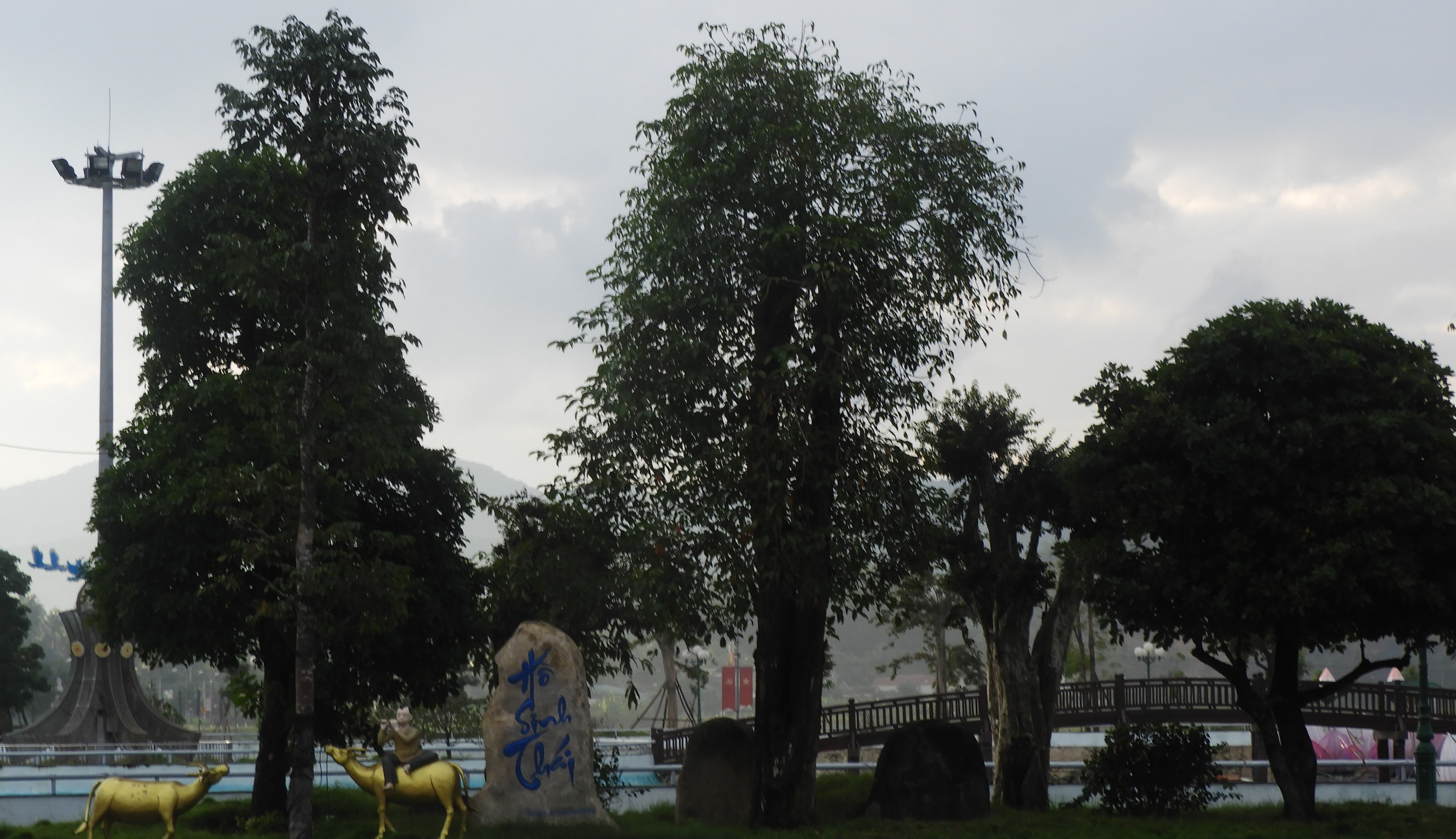

Hoài Ân est un district de la province de Bình Định dans la région de la côte centrale du Sud du Viêt Nam.